# ひとり街角
「ひとり街角」（ひとりまちかど）は、1982年9月21日に発売された小泉今日子の3枚目のシングル。

## 解説
- 「私の16才」「素敵なラブリーボーイ」とカバー曲が続いたが、3作目にして初めてのオリジナル曲であった。
- 当初予定のタイトルは「揺れる街角」（サビの最後のフレーズ）であった。
- この曲から「夜明けのMEW」まで、初回盤はセミハード袋ジャケット+特殊レーベル仕様となった。
- TBSテレビ系列「ザ・ベストテン」へは1982年10月21日に、 日本テレビ系列「ザ・トップテン」へは、1982年11月1日に、共に第10位で各番組の初ランクインを果たしている。
- この曲で新宿音楽祭「金賞」（同音楽祭の最優秀賞）を受賞[2]したが、エンディングにて客席から投げられた生卵が小泉の頭髪を直撃。それを「審査員特別奨励賞」（金賞の次点）受賞の中森明菜がフォローしたというエピソードがある。なお、この曲で臨んだ第24回日本レコード大賞新人賞は、本投票は堀ちえみと同数も決選投票の末、1票差で敗れ、落選した。

## 収録曲
1. ひとり街角（3分07秒）
作詞：三浦徳子／作曲：馬飼野康二／編曲：竜崎孝路
2. Teenageどりーむ（3分29秒）  
作詞：Hearts／作曲：鈴木キサブロー／編曲：萩田光雄

## 収録作品
- ひとり街角
  - 詩色の季節
  - SUPER BEST THANK YOU KYOKO
  - Absolute Best For CD
  - Celebration
  - Do You Love Me Kyoko Koizumi Best - ショートバージョンで収録。
  - ザ・ベスト
  - CD FILE 小泉今日子 Vol. 1
  - KYON3 〜 KOIZUMI THE GREAT 51
  - コイズミクロニクル COMPLETE SINGLE BEST 〜1982-2017〜
- Teenageどりーむ
  - SUPER BEST THANK YOU KYOKO
  - CD FILE 小泉今日子 Vol. 1
  - 詩色の季節+1